# Helicidae
Helicidae, đôi khi được gọi là ốc điển hình, là một họ ốc đất, thở không khí. Một số loài trong họ này được đánh giá là mặt hàng thực phẩm, bao gồm Helix aspersa ốc vườn và Helix pomatia " Escargot ". Sinh học của hai loài đặc biệt này đã được nghiên cứu nhiều.

## Hình ảnh

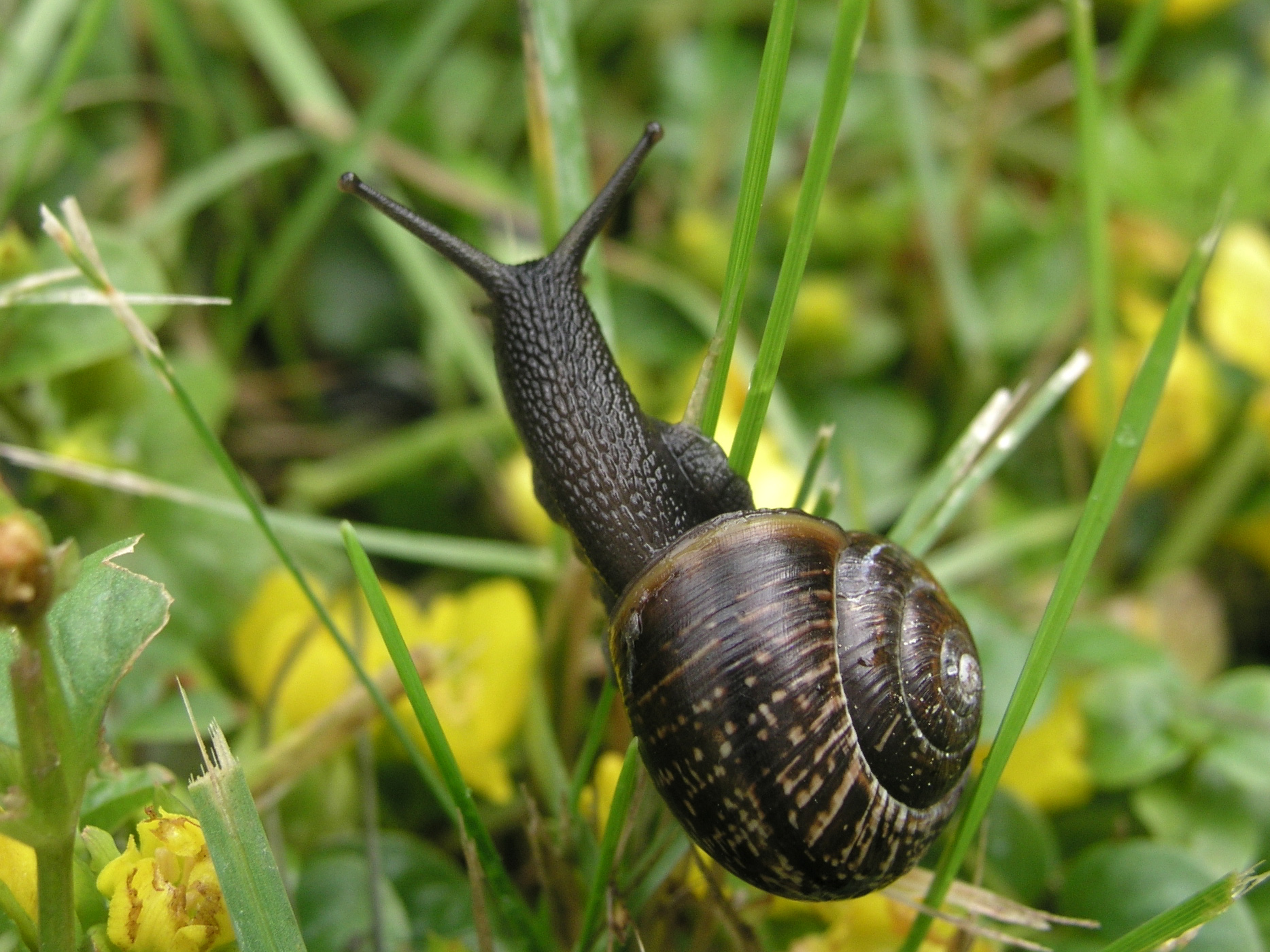
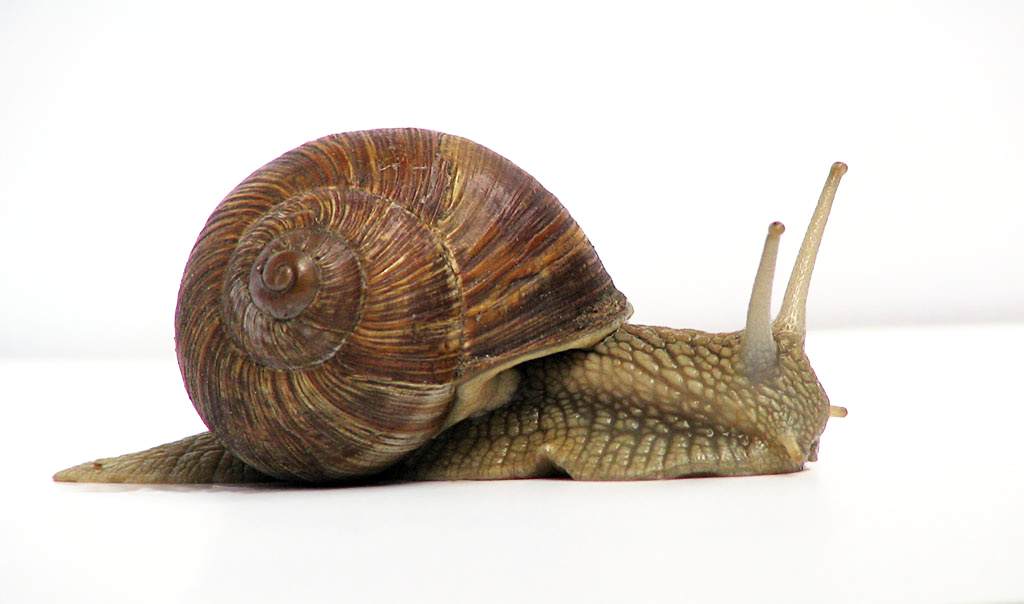
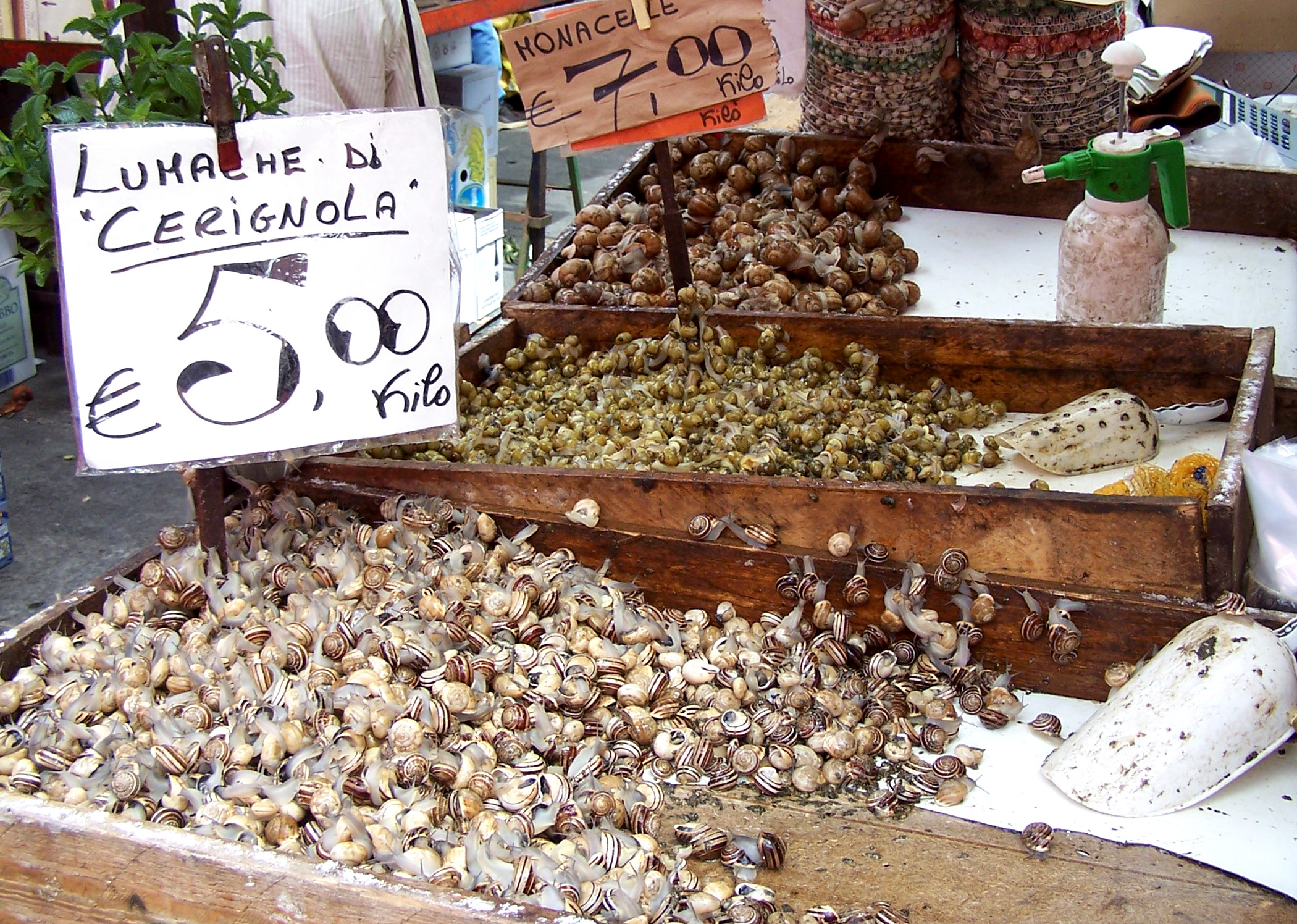
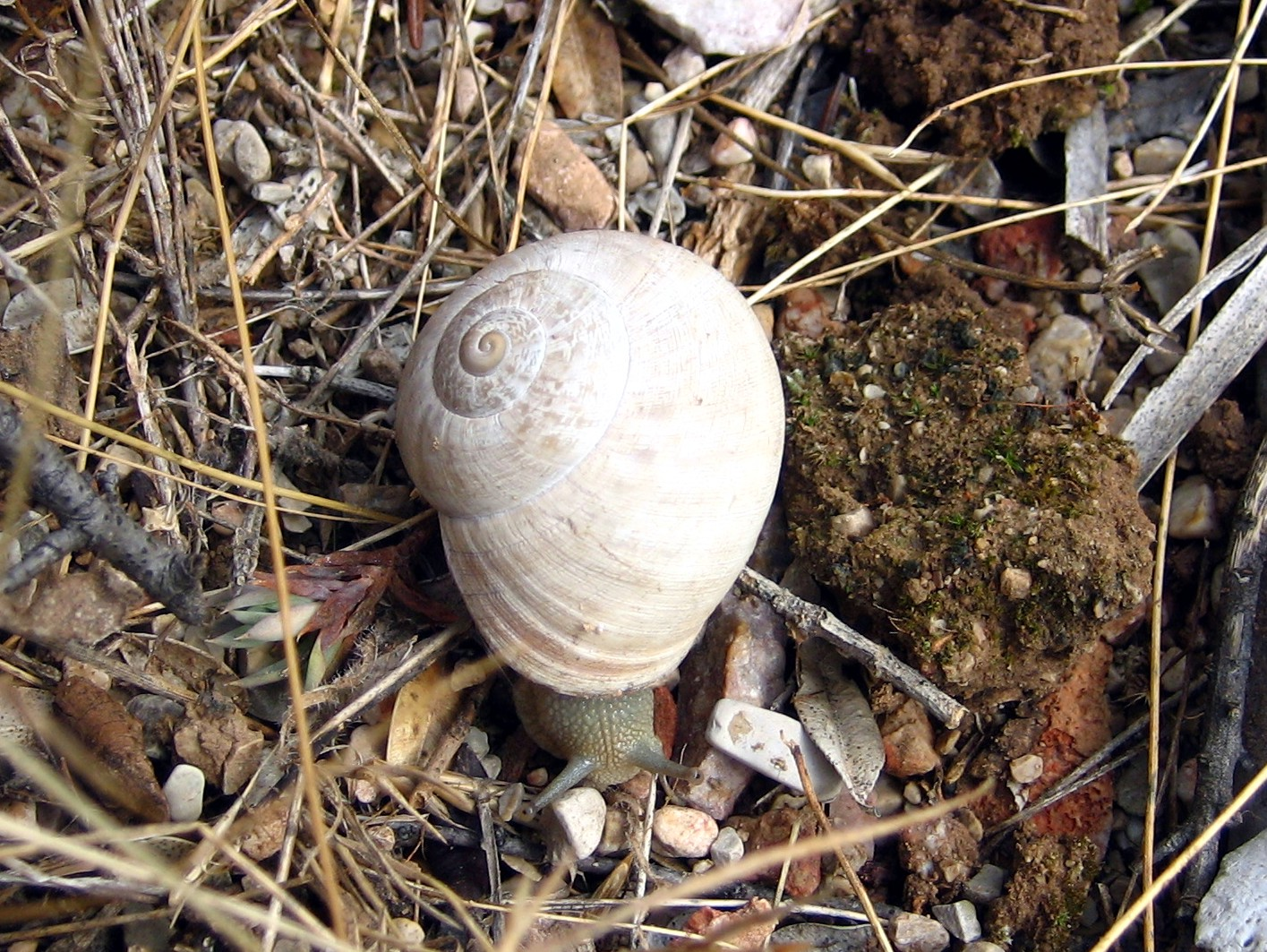